# 杉谷恭一
杉谷 恭一（すぎたに きょういち）は、日本のドイツ文学者である。熊本大学文学部教授。

## 略歴
- 1967年　東京都立大学附属高等学校卒業
- 1971年　埼玉大学教養学部教養学科卒業
- 1973年　東京大学大学院人文科学研究科修士課程修了
- 1977年-1979年　ボン大学・マインツ大学留学

## 研究分野
- ドイツ文学・比較文学

## 著書・論文
- 『日独交流400年　初級ドイツ語教科書』（共著）、白水社、2006年
- リヒャルト・ヴァーグナー『鳶色の本』抄訳（3）、『年刊ワーグナー・フォーラム』、東海大学出版会、2006年
- リヒャルト・ヴァーグナー『鳶色の本』抄訳（2）、『年刊ワーグナー・フォーラム』、東海大学出版会、2005年
- リヒャルト・ヴァーグナー『鳶色の本』抄訳（1）、『年刊ワーグナー・フォーラム』、東海大学出版会、2004年
- 「石川栄作：ジークフリート伝説　―ワーグナー『指環』の源流」（書評）、日本独文学会西日本支部編『西日本ドイツ文学』、/17,67-70, 2005年
- 『ワーグナー事典』、（共著）、東京書籍、2002年
- 「ショーペンハウアーとニーチェ　―離反の軌跡と悲劇論」、『ショーペンハウアー研究』、2002年
- 「解体から再創造へ―ワーグナーとゲルマン神話」、『年刊ワーグナー・フォーラム』、東海大学出版会、2002年
- マンフレート・リーデル『ニーチェ思想の歪曲』（共訳）、白水社、2000年
- 「笑いと『神話的病理』―クンドリーの笑いに関する一考察」、『ワーグナーヤールブーフ』、東京書籍、1997年
- 「メルクリウスの侍女―R. ヴァーグナーと「芸術産業」―」、『西日本ドイツ文学』、1995年
- 「悟性と感情の弁証法―ヴァーグナーの『アンティゴネー』解釈」、『思索する耳―ワーグナーとドイツ近代』、同学社、1994年
- リヒャルト・ヴァーグナー『オペラとドラマ』（共訳）、第三文明社、1993年